# Équipe de France féminine de basket-ball en 2024
L’équipe de France dispute en 2024 le tournoi de qualification olympique puis le tournoi olympique lui-même, sous la conduite de Jean-Aimé Toupane, entraîneur nommé en octobre 2021.

## Tournoi de qualification olympique
Bien que déjà qualifiée pour les Jeux olympiques de Paris en tant que pays hôte, l’équipe de France disputera toutefois le tournoi de qualification olympique à Xi'an en Chine du 8 au 11 février 2024.
Le 5 janvier 2024, l’encadrement de l’équipe de France annonce la liste des 12 joueuses sélectionnées pour représenter la France lors de ce tournoi de qualification. Elle marque le retour de Marine Johannès, Gabby Williams et Alix Duchet. N’y figurent pas les médaillées de bronze à l’EuroBasket 2023 Sandrine Gruda, laissée au repos et remplacée par Dominique Malonga, Leïla Lacan, blessée, ainsi que Mamignan Touré et Marie-Paule Foppossi.
| Poste      | Numéro | Joueuse            | Naissance        | Taille | Matchs | Points | Club 2023-2024     |
| ---------- | ------ | ------------------ | ---------------- | ------ | ------ | ------ | ------------------ |
| meneuse    | 4      | Marine Fauthoux    | 23 janvier 2001  | 1,73 m | 2      | 11     | Lyon               |
| ailière    | 6      | Alexia Chery       | 5 septembre 1998 | 1,89 m | 3      | 17     | Lyon               |
| ailière    | 10     | Sarah Michel-Boury | 10 janvier 1989  | 1,80 m | 3      | 11     | Bourges            |
| ailière    | 11     | Valériane Ayayi    | 29 avril 1994    | 1,84 m | 3      | 20     | Prague             |
| intérieure | 12     | Iliana Rupert      | 12 juillet 2001  | 1,91 m | 3      | 22     | Bologne            |
| ailière    | 13     | Janelle Salaün     | 5 septembre 2001 | 1,90 m | 3      | 15     | Villeneuve-d’Ascq  |
| arrière    | 15     | Gabby Williams     | 9 septembre 1996 | 1,80 m | 3      | 49     | Lyon               |
| intérieure | 22     | Marième Badiane    | 24 novembre 1994 | 1,90 m | 3      | 19     | Lattes-Montpellier |
| arrière    | 23     | Marine Johannès    | 21 janvier 1995  | 1,77 m | 3      | 42     | Lyon               |
| meneuse    | 39     | Alix Duchet        | 30 décembre 1997 | 1,63 m | 3      | 16     | Bourges            |
| pivot      | 43     | Dominique Malonga  | 16 novembre 2005 | 1,97 m | 3      | 27     | Tarbes             |
| meneuse    | 47     | Romane Bernies     | 27 juin 1993     | 1,70 m | 3      | 15     | Lattes-Montpellier |

- Joueuses convoquées mais ayant dû déclarer forfait.

- Entraîneur : Jean-Aimé Toupane
- Assistants :  Cathy Melain, David Gautier, Grégory Halin

| Date            | Lieu  | Adversaire       | Score   | Compétition | Meilleure marqueuse (France)                |
| --------------- | ----- | ---------------- | ------- | ----------- | ------------------------------------------- |
| 8 février 2024  | Xi'an | Porto Rico       | V 40–88 | TQO         | Marine Johannès (17 points)                 |
| 10 février 2024 | Xi'an | Chine            | V 82–50 | TQO         | Gabby Williams, Marine Johannès (17 points) |
| 11 février 2024 | Xi'an | Nouvelle-Zélande | V 39–94 | TQO         | Gabby Williams (21 points)                  |

## Jeux olympiques de Paris
La présélection est annoncée le 16 mai 2024 : elle comporte dix-huit joueuses, parmi lesquelles Marie Pardon, Marie-Paule Foppossi et Ana Tadić qui effectuent leur retour en sélection. En revanche, Sandrine Gruda en est absente, tout comme Alix Duchet qui renonce aux Jeux olympiques pour raisons personnelles.
À la fin du stage à La Roche-sur-Yon, le groupe est réduit à quinze joueuses : Pauline Astier, Marie Pardon et Ana Tadić sont libérées, sans avoir pris part à un seul des deux matches de préparation contre la Finlande.
La sélection finale est annoncée le 8 juillet 2024, tout comme les trois autres sélections françaises de basket-ball : Marie-Paule Foppossi, Carla Leite et Mamignan Touré sont les trois dernières joueuses à quitter le groupe. Cette sélection marque le retour de Gabby Williams et Marine Johannès ainsi que la confirmation de Leïla Lacan après l’EuroBasket 2023. L’intérieure Dominique Malonga profite de la non-sélection de Sandrine Gruda pour gagner sa place et ainsi vivre sa première compétition officielle en sélection chez les séniors.
| Poste      | Numéro | Joueuse              | Date de naissance et âge | Taille | Matchs | Points | Club 2023-2024     |
| ---------- | ------ | -------------------- | ------------------------ | ------ | ------ | ------ | ------------------ |
| meneuse    | 4      | Marine Fauthoux      | 23 janvier 2001          | 1,73 m | 11     | 51     | Lyon               |
| ailière    | 6      | Alexia Chery         | 5 septembre 1998         | 1,89 m | 11     | 71     | Lyon               |
| ailière    | 10     | Sarah Michel-Boury   | 10 janvier 1989          | 1,80 m | 10     | 33     | Bourges            |
| ailière    | 11     | Valériane Ayayi      | 29 avril 1994            | 1,84 m | 11     | 105    | Prague             |
| intérieure | 12     | Iliana Rupert        | 12 juillet 2001          | 1,91 m | 10     | 76     | Bologne            |
| ailière    | 13     | Janelle Salaün       | 5 septembre 2001         | 1,90 m | 11     | 71     | Villeneuve-d’Ascq  |
| pivot      | 14     | Dominique Malonga    | 16 novembre 2005         | 1,97 m | 8      | 53     | Tarbes             |
| arrière    | 15     | Gabby Williams       | 9 septembre 1996         | 1,80 m | 11     | 150    | Lyon               |
| intérieure | 22     | Marième Badiane      | 24 novembre 1994         | 1,90 m | 11     | 96     | F. Istanbul        |
| arrière    | 23     | Marine Johannès      | 21 janvier 1995          | 1,77 m | 11     | 126    | Lyon               |
| arrière    | 42     | Leïla Lacan          | 2 juin 2004              | 1,80 m | 11     | 54     | Angers             |
| meneuse    | 47     | Romane Bernies       | 27 juin 1993             | 1,70 m | 11     | 23     | Lattes-Montpellier |
| ailière    | 2      | Marie-Paule Foppossi | 28 janvier 1998          | 1,84 m | 1      | 11     | Tarbes             |
| meneuse    | 5      | Marie Pardon         | 5 janvier 2001           | 1,78 m | 0      | 0      | Landes             |
| meneuse    | 20     | Carla Leite          | 16 avril 2004            | 1,75 m | 2      | 14     | Tarbes             |
| arrière    | 28     | Mamignan Touré       | 19 décembre 1994         | 1,83 m | 2      | 18     | Lattes-Montpellier |
| pivot      | 37     | Ana Tadić            | 21 septembre 1998        | 1,95 m | 0      | 0      | Miskolc            |
| arrière    | 98     | Pauline Astier       | 15 février 2002          | 1,79 m | 0      | 0      | Bourges            |

1. ↑  Âge au premier jour de compétition.

- Joueuses convoquées mais ayant dû déclarer forfait.
- Joueuses non retenues dans la sélection finale.

- Entraîneur : Jean-Aimé Toupane
- Assistants : Cathy Melain, David Gautier, Grégory Halin

| Date                                                  | Lieu                 | Adversaire | Score    | Compétition | Meilleure marqueuse (France)                |
| ----------------------------------------------------- | -------------------- | ---------- | -------- | ----------- | ------------------------------------------- |
| Du 9 au 19 juin – Stage à Anglet.                     |                      |            |          |             |                                             |
| Du 23 juin au 1er juillet – Stage à La Roche-sur-Yon. |                      |            |          |             |                                             |
| 29 juin 2024                                          | Mouilleron-le-Captif | Finlande   | V 129–50 | Préparation | Dominique Malonga (25 points)               |
| 1er juillet 2024                                      | Mouilleron-le-Captif | Finlande   | V 117–59 | Préparation | Iliana Rupert (18 points)                   |
| Du 6 au 12 juillet – Stage à Lyon.                    |                      |            |          |             |                                             |
| 12 juillet 2024                                       | Décines-Charpieu     | Serbie     | V 85–63  | Préparation | Marine Johannès (18 points)                 |
| Du 16 au 22 juillet – Stage à Reims.                  |                      |            |          |             |                                             |
| 19 juillet 2024                                       | Reims                | Japon      | V 75–62  | Préparation | Gabby Williams, Marine Johannès (14 points) |
| 21 juillet 2024                                       | Reims                | Chine      | V 93–76  | Préparation | Alexia Chery, Marine Johannès (12 points)   |

| Date            | Lieu              | Adversaire | Score     | Compétition                 | Meilleure marqueuse (France) |
| --------------- | ----------------- | ---------- | --------- | --------------------------- | ---------------------------- |
| 29 juillet 2024 | Villeneuve-d'Ascq | Canada     | V 54–75   | Premier tour : j. 1 (gr. B) | Marième Badiane (13 points)  |
| 1er août 2024   | Villeneuve-d'Ascq | Nigeria    | V 75–54   | Premier tour : j. 2 (gr. B) | Marine Johannès (15 points)  |
| 4 août 2024     | Villeneuve-d'Ascq | Australie  | D 79–72   | Premier tour : j. 3 (gr. B) | Gabby Williams (15 points)   |
| 7 août 2024     | Paris             | Allemagne  | V 75–54   | Quart de finale             | Marine Johannès (24 points)  |
| 9 août 2024     | Paris             | Belgique   | V 81–75ap | Demi-finale                 | Gabby Williams (18 points)   |
| 11 août 2024    | Paris             | États-Unis | D 66–67   | Finale                      | Gabby Williams (19 points)   |

La France obtient la médaille d'argent, battue d'un seul point (66-67) par les Américaines devant 6,5 millions de téléspectateurs en France, soit 50,9 % de part d'audience, avec un un pic à 9,3 millions.

## Qualifications pour le championnat d’Europe 2025
Le 4 octobre, l’encadrement de l’équipe de France annonce la liste d’un groupe de 14 joueuses sélectionnées pour représenter la France lors de la deuxième fenêtre de qualifications à l’Euro 2025. N’y figurent pas l’ancienne capitaine Sarah Michel-Boury, désormais retraitée, Alexia Chery, en pause de sa carrière, ni Marine Fauthoux, pour « raisons personnelles impérieuses ». Mamignan Touré, Carla Leite, Marie-Paule Foppossi et Ana Tadić, non sélectionnées pour les Jeux olympiques, font leur retour dans l’équipe.
Au début du rassemblement le 4 novembre, l’encadrement annonce le forfait pour blessure de Marine Johannès, Iliana Rupert et Carla Leite ; pour pallier ces absences, sont convoquées les Tarbaises Camille Droguet et Jess-Mine Zodia, appelées pour la première fois en équipe de France senior. Sarah Michel-Boury ayant pris sa retraite sportive, Valériane Ayayi devient la nouvelle capitaine de l’équipe de France.
| Poste      | Numéro | Joueuse              | Date de naissance et âge | Taille | Matchs | Points | Club 2024-2025     |
| ---------- | ------ | -------------------- | ------------------------ | ------ | ------ | ------ | ------------------ |
| ailière    | 2      | Marie-Paule Foppossi | 28 janvier 1998          | 1,84 m | 2      | 13     | Villeneuve-d’Ascq  |
| ailière    | 7      | Camille Droguet      | 15 juin 1999             | 1,75 m | 2      | 3      | Tarbes             |
| ailière    | 11     | Valériane Ayayi      | 29 avril 1994            | 1,84 m | 2      | 16     | Prague             |
| ailière    | 13     | Janelle Salaün       | 5 septembre 2001         | 1,90 m | 2      | 23     | Schio              |
| pivot      | 14     | Dominique Malonga    | 16 novembre 2005         | 1,97 m | 1      | 6      | Lyon               |
| arrière    | 15     | Gabby Williams       | 9 septembre 1996         | 1,80 m | 2      | 32     | F. Istanbul        |
| intérieure | 22     | Marième Badiane      | 24 novembre 1994         | 1,90 m | 2      | 20     | F. Istanbul        |
| arrière    | 28     | Mamignan Touré       | 19 décembre 1994         | 1,83 m | 2      | 16     | Gérone             |
| pivot      | 37     | Ana Tadić            | 21 septembre 1998        | 1,95 m | 2      | 6      | Miskolc            |
| arrière    | 42     | Leïla Lacan          | 2 juin 2004              | 1,80 m | 2      | 14     | Landes             |
| meneuse    | 47     | Romane Bernies       | 27 juin 1993             | 1,70 m | 2      | 5      | Lattes-Montpellier |
| arrière    | 98     | Pauline Astier       | 15 février 2002          | 1,79 m | 2      | 16     | Bourges            |
| pivot      | 99     | Jess-Mine Zodia      | 22 septembre 2004        | 1,90 m | 1      | 6      | Tarbes             |
| intérieure | 12     | Iliana Rupert        | 12 juillet 2001          | 1,91 m | 0      | 0      | Mersin             |
| meneuse    | 20     | Carla Leite          | 16 avril 2004            | 1,75 m | 0      | 0      | Villeneuve-d’Ascq  |
| arrière    | 23     | Marine Johannès      | 21 janvier 1995          | 1,77 m | 0      | 0      | Mersin             |

1. ↑  Âge au premier jour de compétition.

- Joueuses convoquées mais ayant dû déclarer forfait.
- Joueuses non retenues dans la sélection finale.

- Entraîneur : Jean-Aimé Toupane
- Assistants : David Gautier, Grégory Halin

| Date             | Lieu | Adversaire | Score   | Compétition    | Meilleure marqueuse (France) |
| ---------------- | ---- | ---------- | ------- | -------------- | ---------------------------- |
| 7 novembre 2024  | Caen | Israël     | V 94–52 | Qualifications | Gabby Williams (14 points)   |
| 10 novembre 2024 | Riga | Lettonie   | V 51–82 | Qualifications | Gabby Williams (18 points)   |